# Paisatge (Modest Urgell 1919)
Paisatge és una pintura sobre tela feta per Modest Urgell i Inglada el 1919 i que es conserva a la Biblioteca Museu Víctor Balaguer, amb el número de registre 1654 d'ençà que hi va ingressar, el 1956, formant part de l'anomenat "Llegat 1956", un conjunt d'obres provinents de la col·lecció Lluís Plandiura-Victòria González.
Es tracta d'un paisatge amb una masia típicament catalana, amb coberts i tanca de fusta. Al voltant de la casa hi ha arbres, matolls i herba. A l'angle inferior dret es veu una dona i un nen que caminen. Al fons, un cel mig ennuvolat.
Al quadre hi ha la inscripció "Urgell", a l'angle inferior esquerre, i, al darrere, "Modest Urgell / 1839-1919 /17" i "Esposa del grabador Buxó y madre de Luis, pintor, y Matilde, casada esta con Don Antonio Caba / 1838-1907".